# Schöftland
Schöftland (toponimo tedesco) è un comune svizzero di 4 314 abitanti del Canton Argovia, nel distretto di Kulm.

## Geografia fisica
Il passo Bööler collega Schöftland a Unterkulm.

## Monumenti e luoghi d'interesse

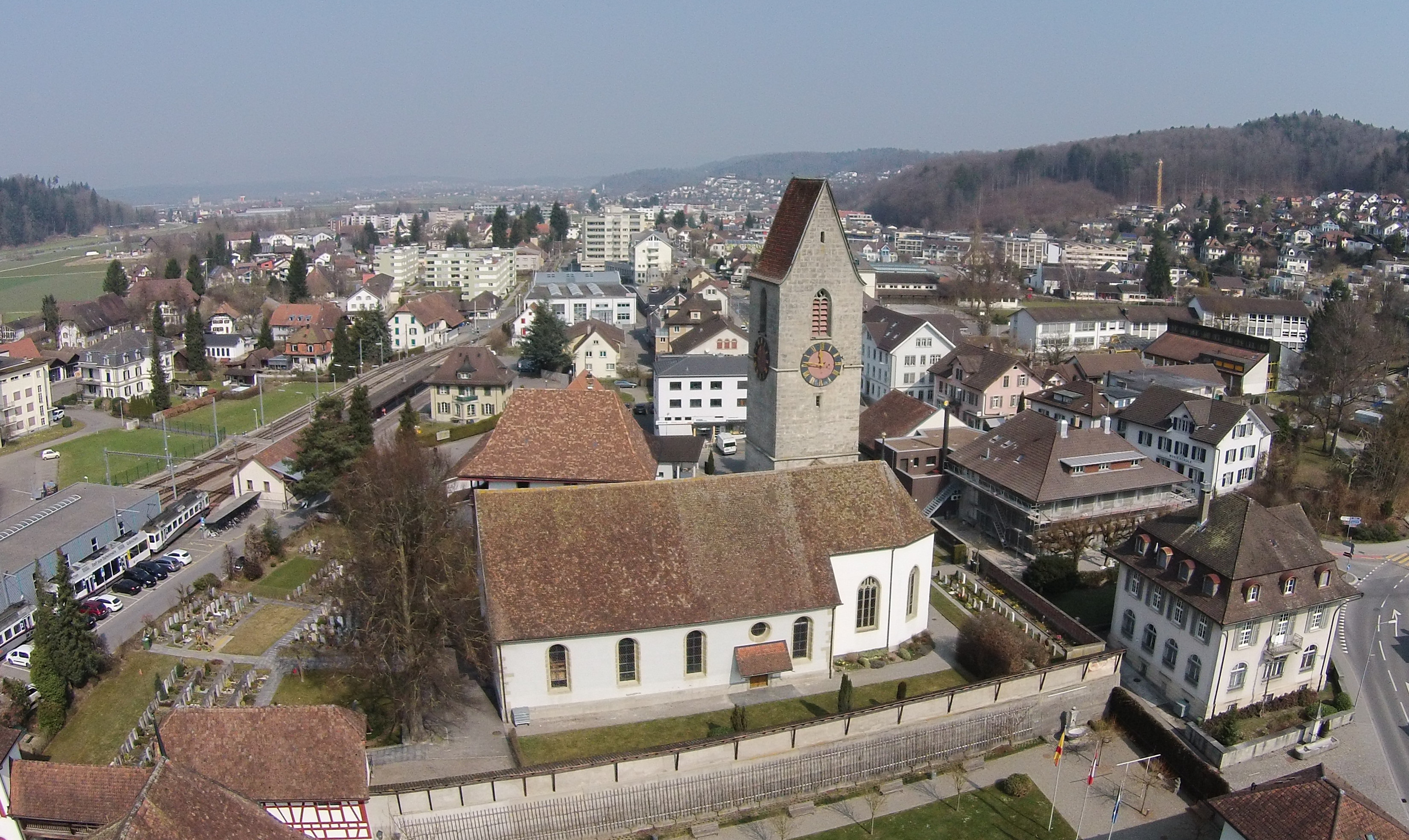
La chiesa riformata

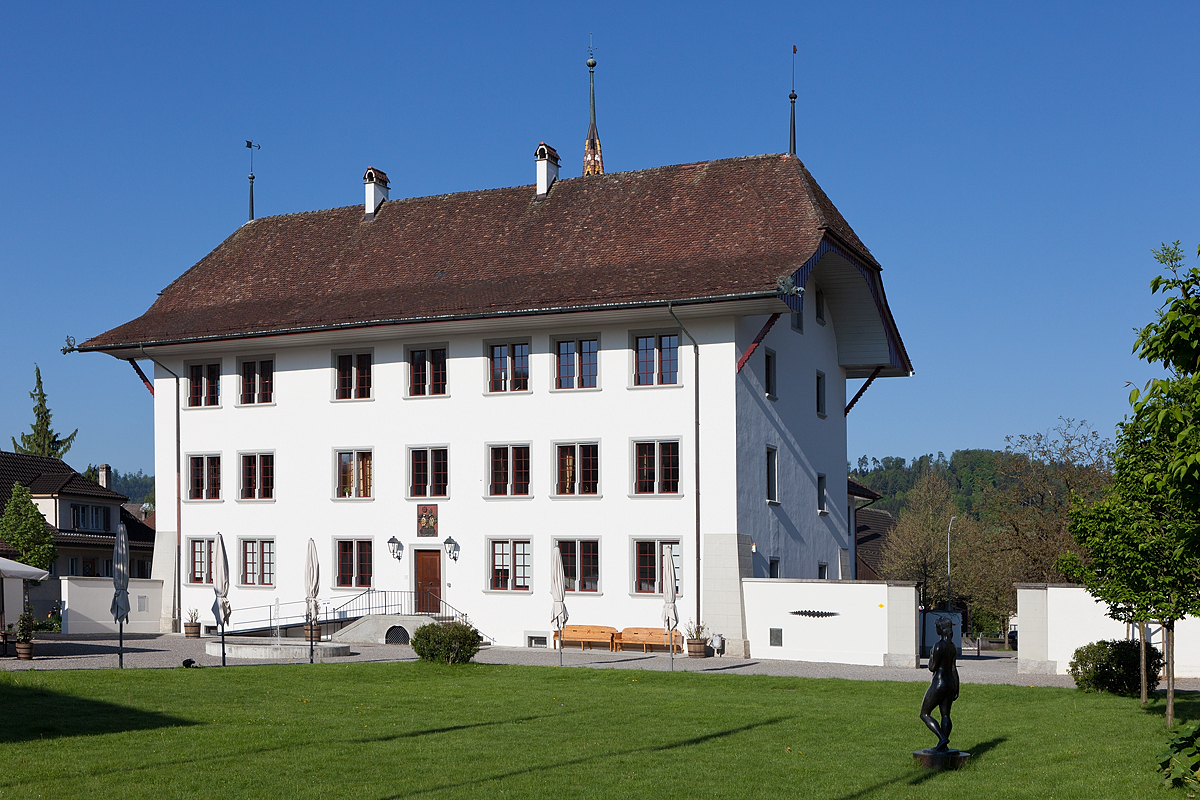
Il castello di Schöftland

- Chiesa riformata, eretta nell'Alto Medioevo[1];
- Castello di Schöftland, ricostruito nel 1660[1].

## Società

### Evoluzione demografica
L'evoluzione demografica è riportata nella seguente tabella:
Abitanti censiti

## Infrastrutture e trasporti

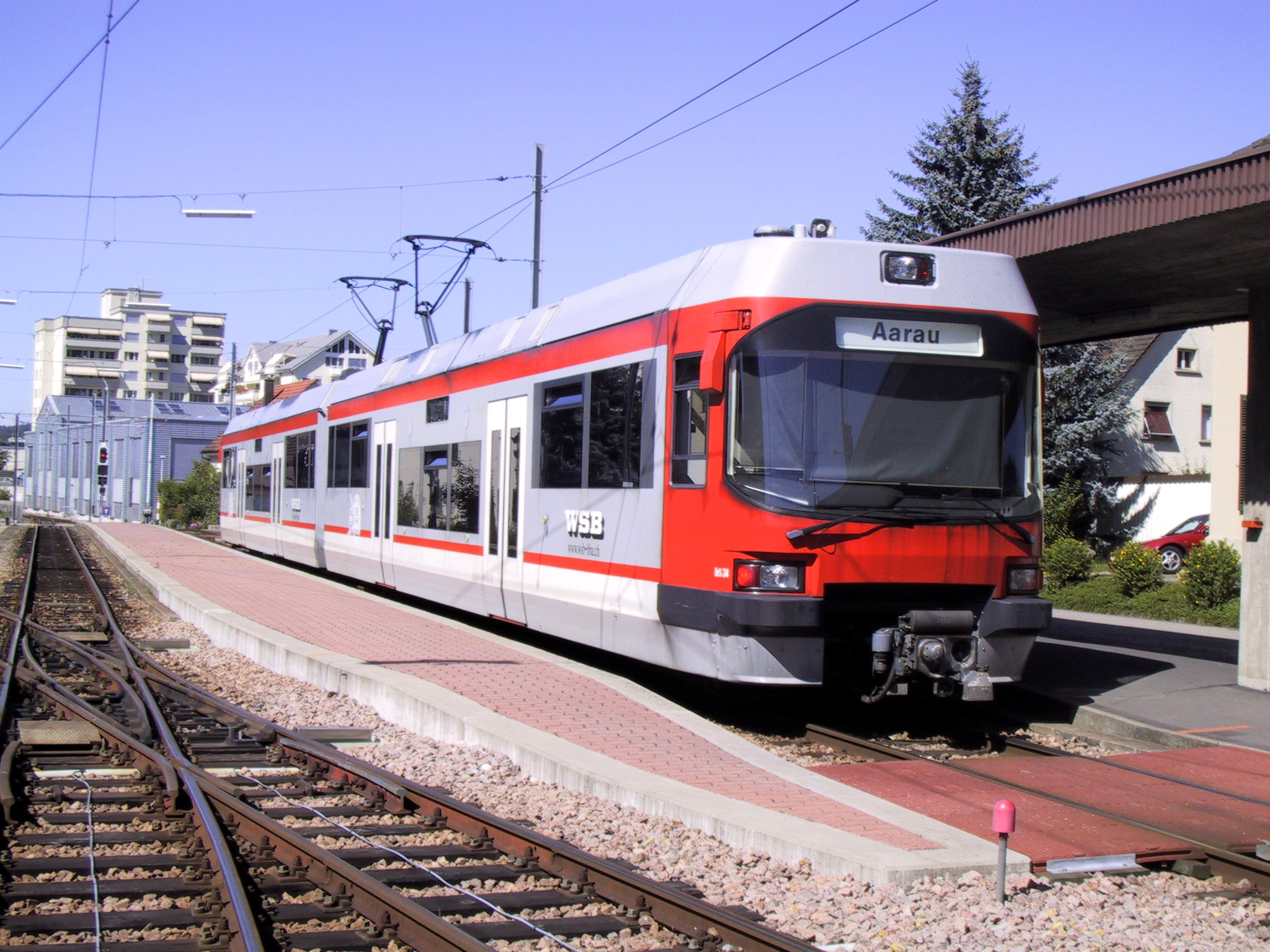
La stazione di Schöftland

Schöftland è servito dall'omonima stazione sulla ferrovia Wynental- und Suhrentalbahn (linea S14 della rete celere dell'Argovia).

## Amministrazione
Ogni famiglia originaria del luogo fa parte del cosiddetto comune patriziale e ha la responsabilità della manutenzione di ogni bene ricadente all'interno dei confini del comune.